# Komödie der Worte
Komödie der Worte enthält die Einakter „Stunde des Erkennens“, „Große Szene“ und „Das Bacchusfest“ von Arthur Schnitzler. Die Texte der drei Stücke, 1913 und 1914 entstanden, erschienen 1915 bei S. Fischer in Berlin in einem Band. Der Zyklus wurde am 12. Oktober 1915 im Burgtheater und zeitgleich im Hoftheater Darmstadt und im Neuen Theater Frankfurt am Main uraufgeführt.

## Stunde des Erkennens
Die einzige Tochter Bettina verlässt nach ihrer Verheiratung das Haus – Anlass für die Eltern, sich endlich Wahrheiten an den Kopf zu werfen.
Vor zehn Jahren schon hatte Klara Eckold die Ehe gebrochen. Der Gatte, Dr. Karl Eckold, hatte das wohl bemerkt, doch im Interesse des Kindes geschwiegen. Höhnisch und hasserfüllt platzt er nun mit seiner Sicht auf das verlogene Nebeneinanderherleben heraus. Klara hält nach Kräften dagegen, versucht vergeblich, die Ehe zu retten und verlässt endlich den Gatten.
Zitate
- „Aus Güte kann man sogar Verbrechen begehen.“[3]
- „Gute Menschen bringen es höchstens bis zu kleinen Gemeinheiten.“[4]
- „Man lügt andern, zuweilen auch sich selber, etwas vor, aber im tiefsten Wesen bleibt man doch immer, wer man war.“[5]
- „Ein Stück von einem Narren steckt doch in jedem von uns.“[6]

## Große Szene
Sophie ist ihrem Gatten, dem gefeierten Hofschauspieler Konrad Herbot, davongelaufen, weil er sie mit Daisy betrogen hat. Weil die Ehefrau fort ist, kann der Star nun nicht mehr richtig spielen. Auf Betreiben des Theaterdirektors Falk kehrt Sophie zu ihrem Manne zurück. Sophie gibt Falk zu verstehen: „Glück kann es nie mehr werden.“
Der hintergangene Bräutigam Daisys reist an und stellt Herbot zur Rede. Der Schauspieler tischt dem Bräutigam einen Brei aus Wahrheit und Lüge auf. Sophie hört im Nebenzimmer mit und ist angewidert. Zu solch einem Manne ist sie zurückgekehrt! Ihr graut vor diesem Schauspieler. Sie hasst ihn und will noch am selben Abend fort. An ebendiesem Abend soll Herbot den Hamlet spielen. Seine Bedingung: Er wird erst auftreten, nachdem Sophie in ihrer Loge Platz genommen hat. Seine Königliche Hoheit der Kronprinz sitzt unter den Zuschauern. Einnahmen von 6500 Mark stehen auf dem Spiel. Sophie, bedrängt von Falk, gibt zum zweiten Mal nach.

## Das Bacchusfest
Agnes Staufner liebt den Chemiker Dr. Guido Wernig. Das künftige Paar wartet auf die Begegnung mit dem Schriftsteller Felix Staufner. Das ist der Ehemann der verliebten Agnes. Guido und Agnes halten sich fest an den Händen und machen sich gegenseitig Mut: Immer und ewig wollen sie fortan einander gehören, wollen gemeinsam die Reise antreten – weg von dem ungeliebten Felix.
Im Verlaufe des Dialogs kommen dem gewieften Zuschauer Zweifel an dem Gelingen der beabsichtigten Reise des „Paares“. Zum einen erzählt Agnes von ihrem Mann, dem Erfolgsautoren, der sie zwar höchstwahrscheinlich betrügt, den sie aber vergöttert. Zum anderen ist der Eigenbrötler Guido, ein unentschlossener Charakter, vermutlich zu dem beabsichtigten Parforceritt unfähig.
Genau so kommt es. Der Schriftsteller reist nach mehrwöchiger Abwesenheit an, ahnt die Absicht des „Paares“ und redet unablässig von seinem neuen Stück „Das Bacchusfest“, das er in der Sommerfrische verfasst hat. Zwar setzt Guido immer einmal zu seiner grundsätzlichen Erklärung an, doch er kommt einfach nicht zum Zuge. Agnes, erst so sehr entschlossen zum ehelichen Widerstand, ist auf einmal Felix hörig. Guido tritt nur noch höflich auf. Felix ist beiden in der Gesprächsführung so haushoch überlegen, dass Guido sich von dem Schriftsteller endlich widerspruchslos allein auf Reisen schicken lässt und Agnes den Gatten zwar hasst, aber weiter ertragen möchte.
Schnitzler lässt Felix erläutern: „Das Bacchusfest war ein eigentümlicher Brauch bei den alten Griechen.“ Bacchusfeste wurden jedoch im antiken Rom gefeiert. Vorläufer waren die griechischen Dionysosfeste.

## Rezeption
- Schnitzler notiert nach der Wiener Premiere in seinem Tagebuch: „… die Leute wußten nicht recht ob es ihnen gefiel.“[8]
- Brandes am 4. Dezember 1915 an Schnitzler: „Tragisches und Possierliches ist nach Ihrer Gewohnheit gemischt.“Georg Brandes an Arthur Schnitzler, 4. Dezember 1915. In: Arthur Schnitzler: Briefwechsel mit Autorinnen und Autoren. Martin Anton Müller, Gerd-Hermann Susen, Laura Untner, 4. Dezember 1915, abgerufen am 7. März 2024.
- Perlmann[9] zählt Stunde des Erkennens zu den analytischen Einaktern Schnitzlers und weist auf das für den Autor charakteristische Phänomen der ziemlich unvollständigen Information hin. Demzufolge bleibe die Analyse unterwegs stecken. „Das Bacchusfest“ verweist Perlmann[10] in die Rubrik „Kunst und Leben“ und hebt ein bemerkenswertes Geschehnis hervor: Anna wendet sich in dem Stück ohne Worte erneut ihrem Gatten zu.
- Sprengel[11] fasst die drei Stücke kurz zusammen: Allesamt Berichte aus der „Ehehölle“.[12]
- Unter der Überschrift „Der unaufhaltsame Niedergang des Patriarchats“ bespricht Le Rider unter anderem auch das Stück Stunde des Erkennens: Mit grundloser Eifersucht habe Karl Eckold seine Ehe „verpfuscht“.[13]
- Am 15. Mai 1923 – an seinem 61. Geburtstag – besucht Schnitzler im Königlichen Theater Kopenhagen eine Aufführung der Großen Szene. Nach der Vorstellung huldigt das Publikum dem Autor mit langem Beifall.[14][15]

## Verfilmungen
- „Das Bacchusfest“. Regie: Gustav Burmester. ARD, NWDR 1953. Mit Helmuth Rudolph, Änn Hölling und Hermann Lenschau.
- „Bacchusfesten“. Regie: Håkan Ersgård. Übersetzung: Nils Beyer. Sveriges Radio 1962. Mit Georg Årlin, Anita Björk und Birger Malmsten.
- „Die große Szene“. Regie: Wolfgang Liebeneiner. ARD, WDR 1962. Mit Peter Arens, Jochen Brockmann, Viktor de Kowa, Dany Sigel und Antje Weisgerber.
- „Die große Szene“. Regie: Jochen Bauer. ORF 1981. Mit Gertraud Jesserer, Wolfgang Gasser, Klaus Behrendt, Peter Hofer und Brigitta Furgler.

## Hörspiele
In: Hörspiele (Memento vom 5. Dezember 2008 im Internet Archive)
Einträge 82 bis 84
- „Stunde des Erkennens“. Erstsendung am 30. September 1949. Regie: Gerda von Uslar. NWDR Hamburg. Mit Albert Bassermann als Dr. Karl Eckold und Else Bassermann als Klara.
- „Stunde des Erkennens“. Erstsendung am 20. April 1965, ORF. Regie: Hans Krendlesberger. Mit Peter Schratt als Dr. Karl Eckold und Liesl Kienast als Klara.
- „Stunde des Erkennens“. Erstsendung am 1. Januar 1977, ORF-Studio Salzburg und SFB. Regie: Klaus Gmeiner. Mit Romuald Pekny als Dr. Karl Eckold und Aglaja Schmid als Klara.

Einträge 31 bis 34
- „Große Szene“. Erstsendung am 20. Februar 1946. ORF-Studio Wien.
- „Große Szene“. Erstsendung am 3. Januar 1947. Mit Albert Bassermann als Konrad Herbot.
- „Große Szene“. Erstsendung am 25. April 1947. Regie: Hans Dolf. ORF-Studio Steiermark.
- „Große Szene“. Erstsendung am 6. Februar 1972. Regie: Fritz Zecha. ORF. Mit Otto David als Konrad Herbot, Herta Heger als Sophie und Hannes Schütz als Direktor Falk.

Einträge 16 und 17
- „Das Bacchusfest“. Erstsendung am 1. Juni 1952. Regie: Herbert Spalke. ORF-Studio Steiermark.
- „Das Bacchusfest“. Erstsendung am 30. April 1977. Regie: Klaus Gmeiner. ORF-Studio Salzburg und SFB. Mit Helmuth Lohner als Felix Staufner, Aglaja Schmid als Agnes Staufner und Michael Heltau als Dr. Guido Wernig.